# Best of Allram Eest
Best of Allram Eest är en samling på DVD med det bästa från Allra mest tecknat och andra sammanhang som dockan Allram Eest medverkat i, till exempel Melodifestivalen, Allsång på skansen och Söndagsöppet. Dvd:n innehåller även nytt material.